# Getting Away with Murder
Getting Away With Murder је четврти албум калифорнијског рок бенда Папа роуч, издат 31. августа 2004. Албум је у САД добио платинасти тираж са више од 2.8 милиона продатих копија. Ово је такође њихов први албум издат преко Geffen Records-а, након што је њихов претходни издавач, DreamWorks, продат Geffen-у. У јануару 2007. је албум добио златни тираж у Канади, са више од 50000 продатих копија.

## Песме
1. "Blood (Empty Promises)" - 2:55
2. "Not Listening" - 3:09
3. "Stop Looking Start Seeing" - 3:08
4. "Take Me" - 3:26
5. "Getting Away with Murder" - 3:12
6. "Be Free" - 3:17
7. "Done with You" - 2:52
8. "Scars" - 3:28
9. "Sometimes" - 3:07
10. "Blanket of Fear" - 3:21
11. "Tyranny of Normality" - 2:40
12. "Do or Die" - 3:25

Бонус песме
1. "Harder Than a Coffin Nail" - 3:28
2. "Caught Dead" - 3:04
3. "Take Me" (уживо) - 3:29